# Marco Matias (football)
Pour l’article homonyme, voir Marco Matias.
Marco André da Silva Lopes Matias est un footballeur portugais né le 10 mai 1989 à Barreiro. Il évolue au poste d'attaquant au SC Farense.

## Biographie
Il inscrit 17 buts dans le championnat du Portugal lors de la saison 2014-2015, ce qui fait de lui le 4e meilleur buteur du championnat, derrière le colombien Jackson Martínez, et les brésiliens Jonas et Lima.
Le 8 juillet 2015, il rejoint le club anglais de Sheffield Wednesday.
A l'issue de la saison 2018-2019, il est libéré par Sheffield Wednesday. 

## Palmarès
Avec le Vitória, il remporte la Coupe du Portugal en 2013, en battant en finale le Benfica Lisbonne.